# CSM Slatina (fotbal)
Clubul Sportiv Municipal Slatina, cunoscut sub numele de CSM Slatina, sau pe scurt Slatina, este o echipă de fotbal din Slatina, România, ce activează în cadrul clubului multidisciplinar CSM Slatina, și evoluează în prezent în Liga a II-a. Clubul a luat naștere în anul 2009 și a promovat de două ori consecutiv din Liga a IV-a până în Liga a II-a. După ce a promovat în eșalonul secund, echipa a continuat ca FC Olt Slatina, dar la finalul sezonului 2011-2012 din Liga a II-a, s-a desființat, numele de Olt Slatina fiind preluat de fosta CS Alro, care a continuat ca ACS FC Olt Slatina.
Secția de fotbal a CSM Slatina fost reînființată în ianuarie 2018, noua sa echipă, formată cu această ocazie, participând la ediția pe județul Olt a Cupei României, pe care a câștigat-o, după care a avansat în Cupa României 2018-2019 până în șaisprezecimile de finală, unde a fost eliminată de Dunărea Călărași, echipă prim-divizionară.
Echipa a câștigat Liga a IV-a Olt, sezonul 2018-2019, consemnând numai victorii. La barajul de promovare în Liga a III-a, a întâlnit campioana  județului Dâmbovița, Gloria Cornești. Slătinenii au învins în ambele manșe, câștigând la general cu scorul de 4-1. În vara anului 2019, antrenorul Bobby Verdes a încheiat colaborarea cu CSM Slatina, în locul acestuia fiind numit Mihai Ianovschi.
În noul sezon în care echipa a avut obiectiv promovarea în Liga a II-a, slătinenii au luptat pentru locul unu cu formații precum Progresul Spartac, CS Universitatea II Craiova, CSM Alexandria și Flacăra Moreni. Sezonul a fost întrerupt din cauza epidemiei de COVID-19 din acel an la un moment când CSM Slatina se afla pe locul al doilea, la mică distanță de Progresul Spartac. Federația a decis apoi ca câștigătoarea acestei serii, și implicit echipa care promovează în Liga a II-a, să se decidă printr-un baraj tur-retur, disputat fără spectatori, între primele două clasate. CSM Slatina a câștigat cu 1–0 ambele meciuri, și a obținut astfel promovarea. Nu a rezistat însă decât un an, la sfârșitul căruia a retrogradat în Liga a III-a.

## Lotul de jucători
La 8 noiembrie 2024.
| Nr. |         | Poziție | Jucător           |
| --- | ------- | ------- | ----------------- |
|     | România | A       | Cătălin Țîră⁠(d)   |
|     | România | F       | Ionuț Burnea⁠(d)   |
|     | România | M       | Ionuț Năstăsie    |
|     | România | F       | Robert Gherghe⁠(d) |

| Nr. |         | Poziție | Jucător           |
| --- | ------- | ------- | ----------------- |
|     | România | M       | Cătălin Doman     |
|     | România | M       | Andreas Mihaiu⁠(d) |
|     | România | F       | Andrei Trașcu⁠(d)  |
|     | România | F       | Ionuț Mitran      |

## Palmares

### Ligi
- Liga a IV-a - Județul Olt: (2) 2009-2010, 2018-2019
- Liga a III-a: (2) 2010-2011, 2021-2022

### Cupe
- Cupa României - Județul Olt (2) 2017-2018, 2018-2019

## Parcursul competițional
| Sezon   | Nivel | Divizie                      | Loc      | Cupa României |
| ------- | ----- | ---------------------------- | -------- | ------------- |
| 2024–25 | 2     | Liga a II-a                  | 8        | Play-off      |
| 2023–24 | 2     | Liga a II-a                  | 13       | Turul trei    |
| 2022–23 | 2     | Liga a II-a                  | 10       | Play-off      |
| 2021–22 | 3     | Liga a III-a (Seria a VI-a)  | 1 (C, P) | Șaisprezecimi |
| 2020–21 | 2     | Liga a II-a                  | 18 (R)   | Turul partu   |
| 2019–20 | 3     | Liga a III-a (Seria a III-a) | 2 (P)    | Primul tur    |

| Sezon   | Nivel | Divizie                     | Loc      | Cupa României |
| ------- | ----- | --------------------------- | -------- | ------------- |
| 2018–19 | 4     | Liga a IV-a (OT)            | 1 (C, P) | Șaisprezecimi |
| 2012–13 | 2     | Liga a II-a (Seria a II-a)  | 16 (R)   | Turul partu   |
| 2011–12 | 2     | Liga a II-a (Seria a II-a)  | 13       | Turul partu   |
| 2010–11 | 3     | Liga a III-a (Seria a IV-a) | 1 (C, P) |               |
| 2009–10 | 4     | Liga a IV-a (OT)            | 1 (C, P) |               |